# Tunnel Augustaburg
Der Tunnel Augustaburg ist ein 1404 Meter langer Eisenbahntunnel der Neubaustrecke Ebensfeld–Erfurt bei Erfurt zwischen den Streckenkilometern 183,637 und 185,041.
Das Bauwerk unterquert, bei einer Überdeckung von 11 bis 22 Metern, fünf Kilometer westlich der Erfurter Innenstadt beim Stadtteil Bischleben den Bergrücken Augustaburg. Er wurde von 2003 bis 2005 gebaut und kostete insgesamt ungefähr 28 Millionen Euro (davon Auftragssumme: 20,7 Millionen). Tunnelpatin war Christine Lieberknecht, ehemalige Vorsitzende der CDU-Fraktion im Thüringer Landtag und spätere Ministerpräsidentin des Landes Thüringen.
Der Eisenbahntunnel hat eine lichte Höhe von 9,23 m ab Schienenoberkante sowie eine lichte Weite von 13,64 m, bei einem Maulprofil mit einer Nutzquerschnittsfläche von 92 m² über Schienenoberkante.
Als Oberbau wurde die Feste Fahrbahn eingebaut, die nahe dem Ostportal Richtung Erfurt in einen konventionellen Schotteroberbau übergeht. Der Gleisabstand beträgt 4,5 m. Die zulässige Geschwindigkeit im Tunnel beträgt 230 km/h.

## Geologie
Die Tunnelröhre durchquert Lockergesteinschichten des oberen Muschelkalks mit Wechsellagerungen von Kalkstein, Tonstein und Mergelstein. Der Grundwasserspiegel steht bis zu 10 m über der Tunnelfirste, die Röhre ist daher druckwasserdicht ausgeführt.

## Geschichte

### Bauausführung
Der erste Spatenstich im Bauabschnitt Augustaberg der Neubaustrecke wurde am 11. September 2002 gefeiert. Gebaut wurde der Tunnel von der Hochtief Construction AG und der Alpine Bau GmbH.
Der zweischalige Tunnel wurde zwischen Oktober 2003 und Oktober 2005 bei ungefähr 160 m² Ausbruchquerschnittsfläche maschinell mit einem Tunnelbagger, teilweise auch mit Sprengungen, vom nördlichen Portal aus aufgefahren. Dabei wurde der Querschnitt in Kalotte, Strosse und Sohle unterteilt und mit einem Spritzbetonausbau nach der neuen österreichischen Tunnelbauweise gesichert. Der Tunnelausbruch betrug ungefähr 200.000 m³. Insgesamt 1364 m wurden bergmännisch aufgefahren, 40 m in offener Bauweise.
Der Durchschlag am südlichen Portal erfolgte im August 2004, die Innenschale wurde ab Januar 2005 hergestellt und war einschließlich Portalbauwerke im selben Jahr fertiggestellt.

### Inbetriebnahme
Am 10. Juni 2017 fand eine Rettungsübung mit 690 Einsatzkräften und 121 als verletzt angenommenen Personen im Tunnel statt. Etwa 30 Personen wurden als nicht gehfähig angenommen. An der Übung waren auch mehr als 100 Einsatzfahrzeuge beteiligt.
Es war die sechste von elf geplanten Rettungsübungen an der VDE 8.1.

## Rettungskonzept
Entsprechend der Tunnel-Richtlinie des Eisenbahn-Bundesamtes verfügt das Tunnelbauwerk u. a. über Rettungsplätze an beiden Portalen sowie bei Streckenkilometer 184,077 einen Notausgang, 440 m vom südlichen Tunnelportal entfernt. Dieser Ausgang verfügt über eine Schleuse und einen Stauraum und führt über einen 19 m langen Querstollen und eine 22 m tiefe Schachttreppenanlage ins Freie.(50° 55′ 52,84″ N, 10° 57′ 54,77″ O)
Zu beiden Rettungsplätzen wurden Verbindungsstraßen zum öffentlichen Straßennetz errichtet. An den Portalen wurden Löschwasserbehälter mit einem Volumen von je 100 m³ eingerichtet. Die Feste Fahrbahn ist für Straßenfahrzeuge befahrbar.

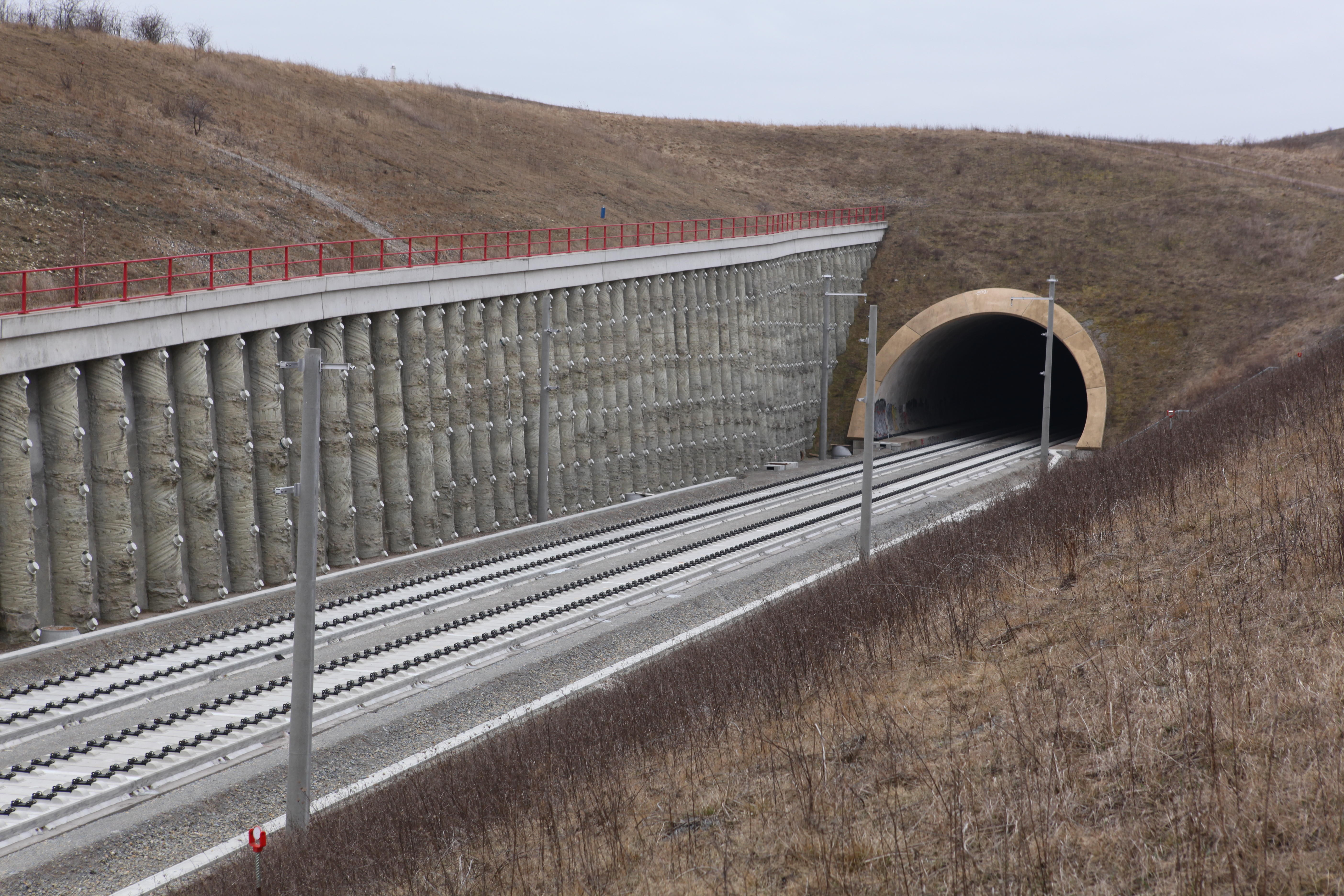
Nordportal mit rückverankerter Stützwand (2012)
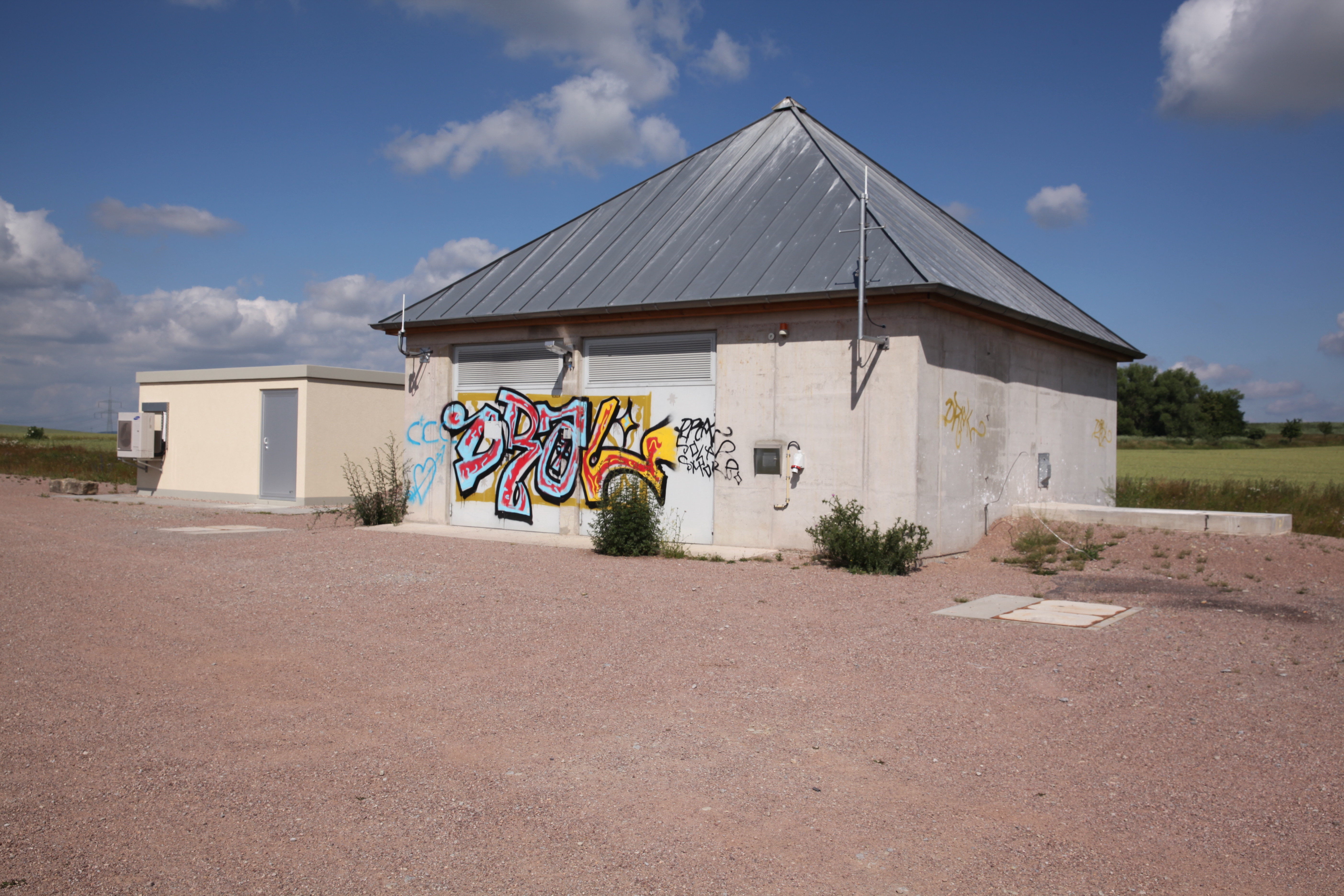
Schachtgebäude
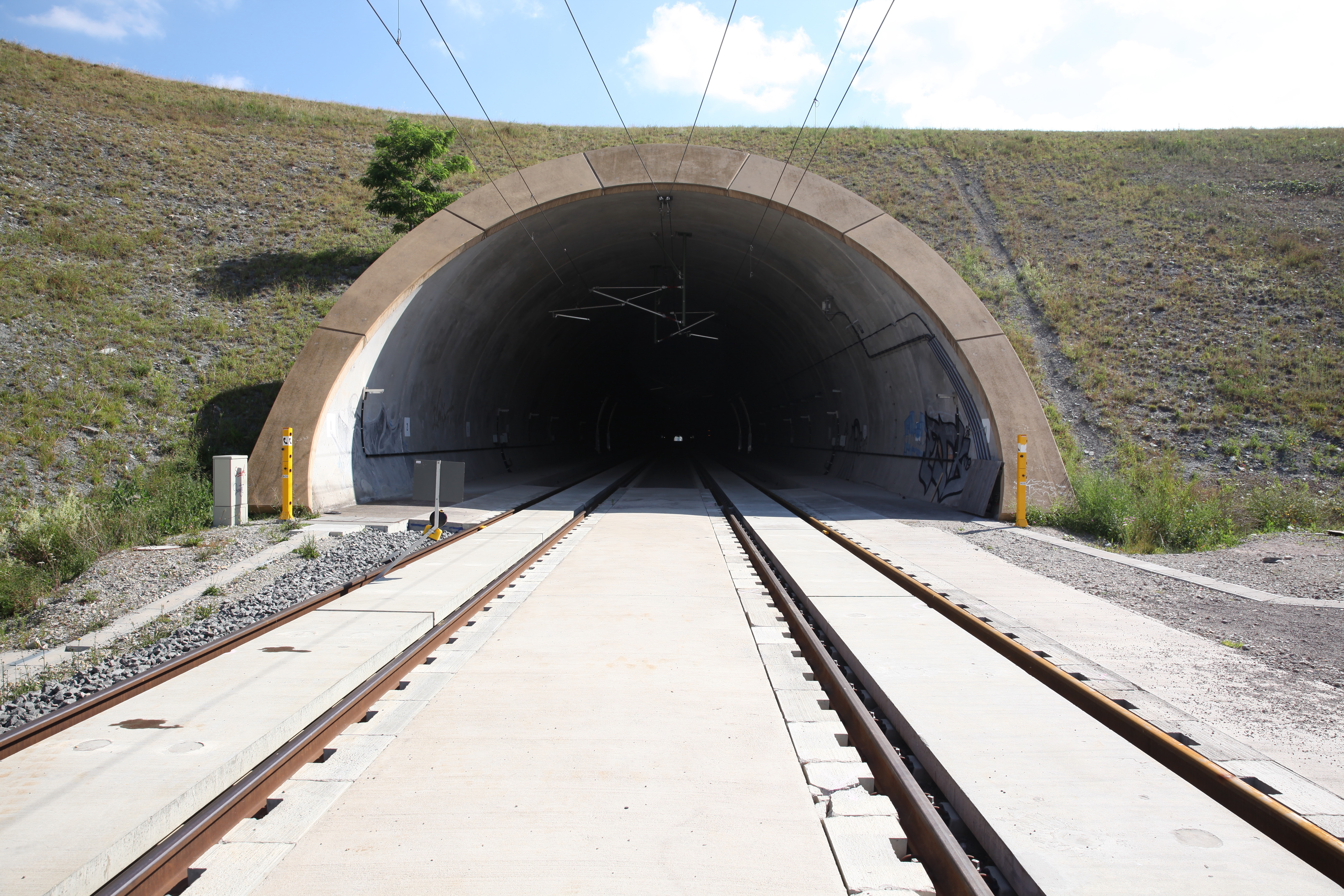
Südportal (2016)